# فرانتیشکووی لازنی
فرانتیشکووی لازنی (به چکی: Františkovy Lázně) یک منطقهٔ مسکونی و شهرستان دارای شهرک سابقاً روستا در جمهوری چک است که در ناحیه خب واقع شده‌است. فرانتیشکووی لازنی ۵٬۳۵۰ نفر جمعیت دارد.

## خواهرخوانده
شهرهای باد زوندن آن در تاونوس و نیژنی تاگیل خواهرخوانده‌های فرانتیشکووی لازنی هستند.